# NGC 1767
NGC 1767 ist die Bezeichnung eines Emissionsnebels mit einem eingebetteten offenen Sternhaufen im Sternbild Dorado (Schwertfisch). Das Objekt liegt in der Großen Magellanschen Wolke und wurde im November 1834 von John Herschel entdeckt.